# So This Is College

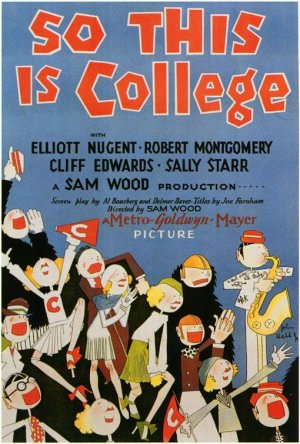
Affiche du film.

So This Is College est un film américain pré-Code produit et réalisé par Sam Wood, sorti en 1929.

## Synopsis
Biff et Eddie, deux camarades de classe à l'Université de Californie du Sud, sont amis de longue date, membres d'une fraternité et de l'équipe de football américain. Bien qu'ils se soient juré au début de leur dernière année de lycée de ne plus laisser leur attirance pour les filles compromettre leur amitié, ils ne tardent pas à rompre leur serment lorsqu'ils tombent tous deux sous le charme de la jolie Babs Baxter. Se disputant son affection, Biff et Eddie se font des farces qui vont bientôt mettre un terme à leur relation. Lorsqu'Eddie comprend enfin que Biff veut épouser Babs, il décide de se retirer au nom de leur amitié. Mais lors du grand match de football américain de la saison, ils réalisent tous deux que Babs ne faisait que jouer avec eux et les présentent à son fiancé Bruce. Après avoir gagné le match, Biff et Eddie décident de ne plus jamais laisser les filles s'immiscer entre eux, jusqu'à ce qu'ils croisent une autre jolie fille dans le parc.

## Fiche technique
- Réalisation : Sam Wood
- Scénario : Al Boasberg, Delmer Daves, Joseph Farnham
- Producteur : 	Sam Wood
- Photographie : Leonard Smith
- Montage : Frank Sullivan
- Musique : Martin Broones
- Genre : Comédie dramatique[1]
- Production : Metro-Goldwyn-Mayer
- Pays de production :  États-Unis
- Distributeur : Loew's Inc.
- Durée : 98 minutes
- Date de sortie : 8 novembre 1929

## Distribution
- Elliott Nugent : Eddie
- Robert Montgomery : Biff
- Cliff Edwards : Windy
- Sally Starr : Babs
- Phyllis Crane : Betty
- Max Davidson : Moe
- Ann Brody : Momma
- Oscar Rudolph : Freshie
- Polly Moran : Polly
- Lee Shumway : Coach
- Joel McCrea : Bruce Nolan (non crédité)